# Naturschutzbehörde
Naturschutzbehörden obliegt der Vollzug des Natur- und Artenschutzrechts, vor allem des Bundesnaturschutzgesetzes und der Landesnaturschutzgesetze sowie der aufgrund dieser Gesetze erlassenen Rechtsverordnungen. Regelmäßig sind die Naturschutzbehörden im Geschäftsbereich des für den Naturschutz zuständigen Landesministeriums als oberste Naturschutzbehörde angesiedelt.
Der Aufbau kann je nach Bundesland zwei- oder dreistufig sein. Man unterscheidet
- die obersten Naturschutzbehörden, in der Regel die Umweltministerien der Länder,
- die oberen bzw. höheren[1] Naturschutzbehörden, in der Regel Landesämter, Landesverwaltungsämter oder Regierungspräsidien und
- die unteren Naturschutzbehörden in der Regel die Verwaltungen der Landkreise und kreisfreien Städte.

In den Stadtstaaten sind abweichende Verwaltungsorganisationen möglich. In Berlin zum Beispiel ist die Senatsverwaltung für Stadtentwicklung und Umwelt die oberste Naturschutzbehörde, während die Bezirksämter die unteren Naturschutzbehörden darstellen. Dieses ist im Berliner Naturschutzgesetz definiert. In NRW führten diese Behörden bis zur Novellierung des Landesnaturschutzgesetzes am 15. November 2016 den Namen Landschaftsbehörde.